# Fetch TV
Pour les articles homonymes, voir Fetch (homonymie).
 (décembre 2019).
 (décembre 2019).
Fetch TV est un fournisseur australien de télévision IPTV qui offre un service de télévision par abonnement sur le service Internet régulier d'un utilisateur. Fetch TV a été lancé en 2010, soutenu par sa maison mère malaisienne Astro All Asia Networks, qui détient 75% de l'entreprise. 
Fetch TV fournit un set top box avec un accordeur TV numérique, un enregistreur vidéo personnel et jusqu'à 45 canaux d'abonnement, des vidéos à la demande, des films à la carte, des applications web et une application mobile.
Le service est fourni par HLS adaptatif bitrate . La vitesse minimale de synchronisation Internet requise varie selon la méthode de livraison des FAI. La majorité du contenu De Fetch TV n'est pas mesurée lorsqu'elle est fournie sur une connexion haut débit par un partenaire fainétisme Fetch TV.